# Klaus Steinbrück

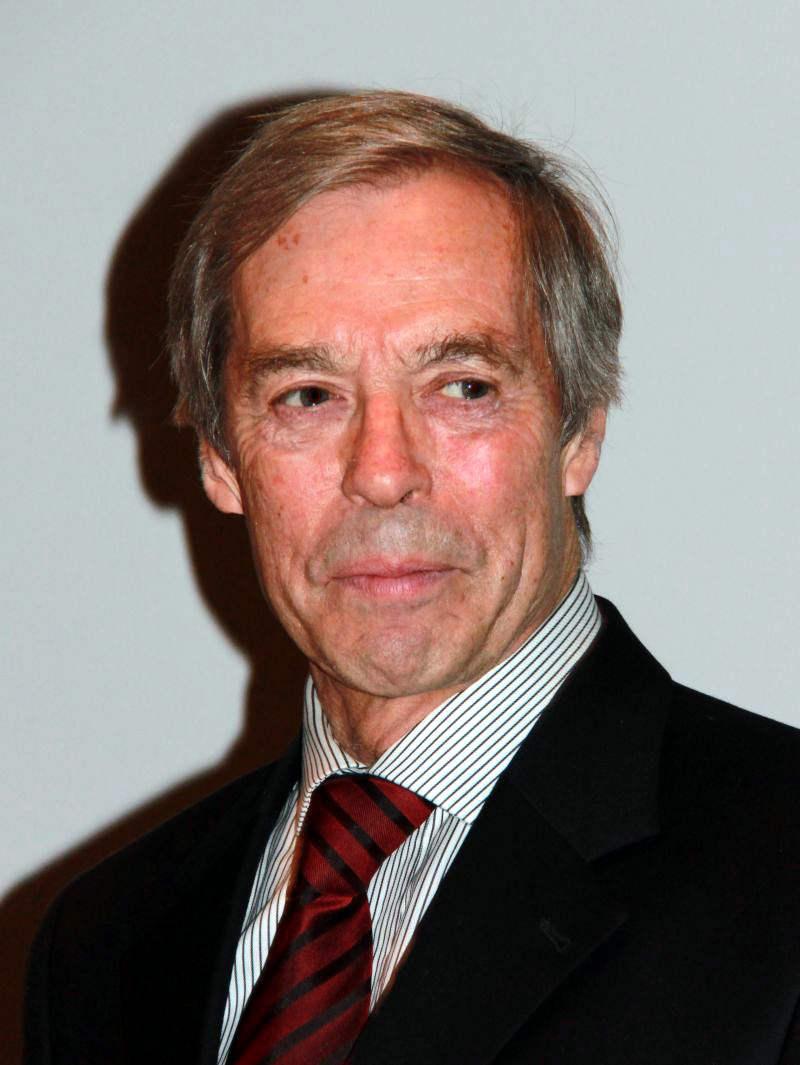
Klaus Steinbrück (2010)

Klaus Günther Steinbrück (* 3. Juli 1939 in Stuttgart; † 18. Juni 2023 ebenda) war ein deutscher Orthopäde. Er gilt als einer der Pioniere in der deutschen Sportmedizin. Er veröffentlichte eine der größten Studien zu Sportverletzungen und Sportschäden.

## Leben
Nach dem Studium der Humanmedizin in Tübingen, Freiburg und Heidelberg erfolgten das Staatsexamen und die Promotion an der Universität Heidelberg. Seit 1958 gehörte Steinbrück der Freiburger Burschenschaft Saxo-Silesia an.
An der Unfallchirurgie Katharinenhospital Stuttgart war er von 1969 bis 1971 tätig. Anschließend arbeitete Steinbrück zwischen 1971 und 1983 an der Orthopädischen Universitätsklinik Heidelberg-Schlierbach und wurde 1983/84 Chefarzt der Orthopädischen Klinik Baden-Baden. 1984 bis 2004 war er Chefarzt der Sportklinik Stuttgart. Er war ab 2004 an der Orthopädischen Klinik Botnang (OKSB) tätig.

## Wirken
Steinbrück hielt Vorlesungen, Seminare und Promotionsveranstaltungen an den Universitäten Heidelberg und Stuttgart, der Dresden International University sowie der Sporthochschule Köln. Er ist Autor von 1200 Vorträgen und 350 Publikationen. Er war an der Gestaltung von 100 nationalen und internationalen Kongressen und Fortbildungen sowie von Radio- und Fernsehbeiträgen beteiligt. Außerdem beteiligte er sich an der sportmedizinischen Betreuung nationaler und internationaler Sportveranstaltungen in Stuttgart sowie des Bundesleistungszentrums Heidelberg und des Olympiastützpunktes Stuttgart und der Behindertenolympiade Heidelberg 1972. Er verfasste die größte Studie über Sportverletzungen und Sportschäden weltweit.
Steinbrück ist Mitherausgeber und wissenschaftlicher Beirat bei Fachzeitschriften.
Er war Präsident der GOTS (Gesellschaft für Orthopädisch-Traumatologische Sportmedizin) 1999, des D.A.F. (Deutsche Assoziation für Fußchirurgie) 1998 und der Sportärzteschaft Baden-Württemberg 2004. Weiterhin war er seit 1984 Ärztlicher Direktor der VPT Akademie Fort- und Weiterbildungs GmbH – gegründet vom Verband Physikalische Therapie VPT e. V. – und seit 1994 Ärztlicher Direktor der VPT Akademie staatlich anerkannte Massage-/Physiotherapeuten-Schule e. V. in Fellbach-Schmiden und einer Fachberatung im ZAR (Zentrum Ambulante Rehabilitation). Er beschrieb das Gutachterwesen in 15 Jahre Gutachterkommission der Bezirkskammer Nordwürttemberg und beteiligte sich an der Organisation und Leitung von 25 Kursen Kernspintomographie in Orthopädie und Traumatologie. Steinbrück war Mitbegründer der Gesellschaft für Orthopädisch-Traumatologische Sportmedizin (GOTS) 1984 und der Europäischen Gesellschaft für Sportmedizin (EFOST).

## Auszeichnungen
- 1982: Albert-Hoffa-Preis Orthopädie für hervorragendes Wissenschaftliches Arbeiten
- 2004: Ernst-von-Bergmann-Plakette der Bundesärztekammer für außergewöhnliche Leistungen auf dem Gebiet der ärztlichen Fort- und Weiterbildung[4]
- 2005: Bundesverdienstkreuz am Bande für außergewöhnliche ehrenamtliche Verdienste im Bereich der Sportwissenschaft und Sportmedizin[5]
- Ehrendirektor der Orthopädischen Klinik in Balakleja/Charkow